# 明登城 (密歇根州)
明登城（英語：Minden City）是位於美國密歇根州薩尼拉克縣明登鎮區的一個村。

## 人口
根據2020年美國人口普查的數據，明登城的面積為2.56平方千米，當中陸地面積為2.55平方千米，而水域面積為0.01平方千米。當地共有人口165人，而人口密度為每平方千米64人。